# Gwendoline Riley
Gwendoline Riley (Londres, 1979) es una escritora inglesa miembro de la Royal Society of Literature.

## Biografía
Riley nació en Londres, Inglaterra, en 1979. Estudió en la Universidad Metropolitana de Mánchester.

## Trayectoria
La primera novela de Riley, Cold Water, fue  nominada por The Guardian "Weekend"  como una de las cinco novelas nóveles más sobresalientes de 2002 y ganó el premio Betty Trask. Le siguieron  Notes (2004) y Joshua Spassky (2007). Tanto en Cold Water como Sick Notes, el drama se desarrolla en Mánchester, extendiéndose en ocasiones a diferentes áreas de Lancashire. Sin embargo, Spassky tiene lugar en Asheville, Carolina del Norte, la ciudad donde murió Zelda Fitzgerald víctima de un incendio en el Hospital Highland. Joshua Spassky ganó el premio Somerset Maugham en 2008 y fue seleccionada para el premio John Llewellyn Rhys en 2007. Su cuarta novela, Opposed Position, se publicó en mayo de 2012. En febrero de 2017 publica su quinta novela, First Love, la cual fue seleccionad para el premio femenino de ficción Baileys, y  también para los premios Gordon Burn; Goldsmiths,  Dylan Thomas y James Tait Black Memorial Prize. Además de ganar el premio en memoria de Geoffrey Faber en 2017.
En junio de 2018, Riley fue elegida miembro de la Royal Society of Literature en su iniciativa "40 Under 40".

## Premios y reconocimientos
- 2002: Premio Betty Trask[2] por Agua Fría .
- 2007: seleccionada para el premio John Llewellyn Rhys, por Joshua Spassky .
- Premio Somerset Maugham 2008, con Joshua Spassky .
- 2017: seleccionada para el premio femenino de ficción Baileys, por First Love.
- 2017: seleccionada para el premio Gordon Burn, por First Love.
- 2017: seleccionada para Goldsmiths Prize, por First Love.
- 2017: seleccionada para el Premio Dylan Thomas, por First Love.
- 2017: seleccionada para el  premio James Tait Black Memorial, por First Love.
- Premio en memoria de Geoffrey Faber 2017, por First Love.